# 대전 (서체)

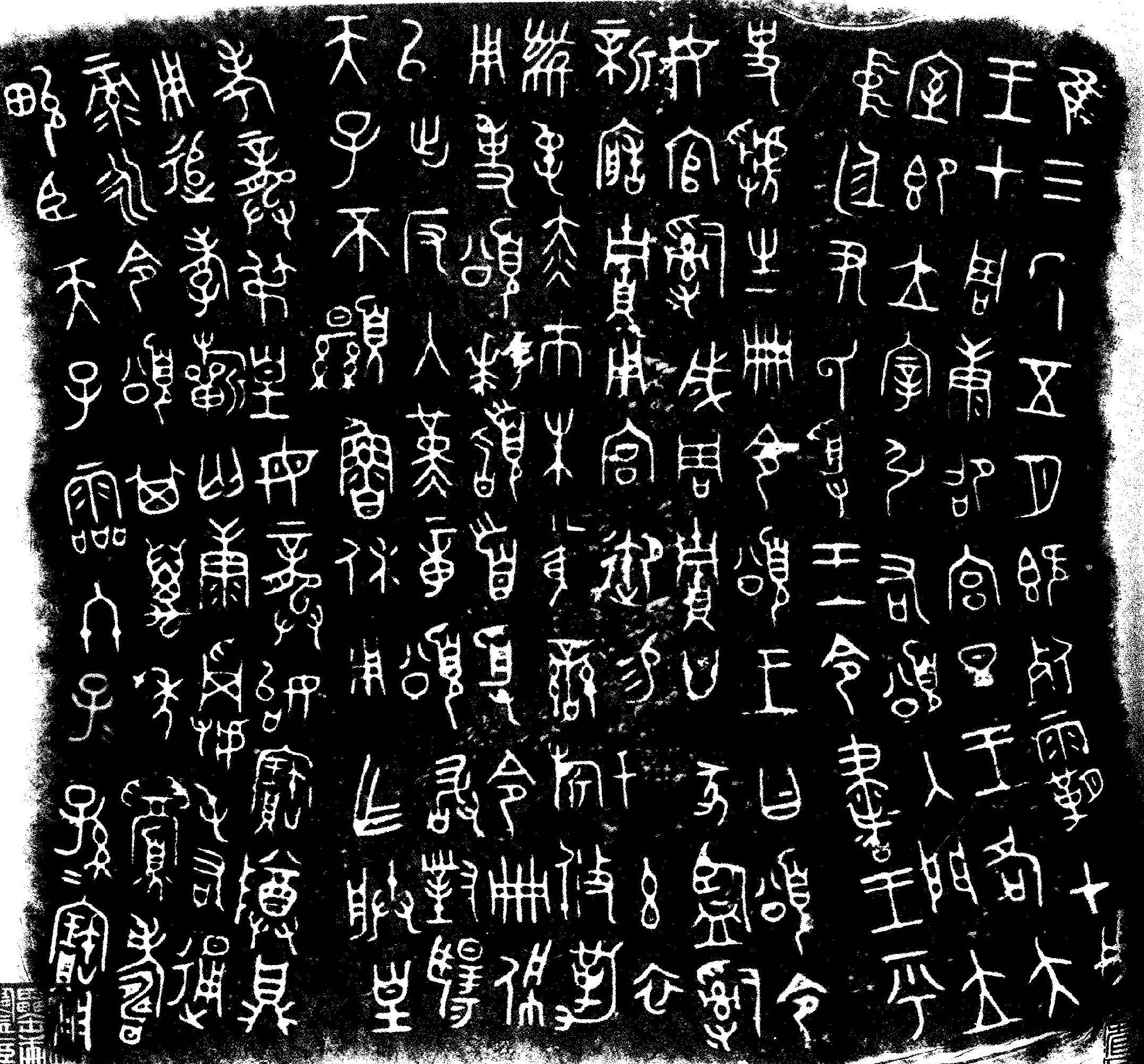

대전(大篆)은 중국 주나라 선왕 때, 태사 주가 만들었다는 한자의 서체이다. 고전 팔체시의 하나이다. 전문의 전신을 이루는 것이다.
대전은 전국시대 각국이 자형이 달랐으며 전국시대를 통일한 진나라에 의해 소전으로 통일되었다.

## 같이 보기
- 소전
- 전각